# Расшеватская
Расшева́тская — станица в Новоалександровском районе (городском округе) Ставропольского края России.

## Варианты названия
- Расшеватская,
- Расшеватка[2].

Населённый пункт назван по реке Расшеватке, впадающей в реку Калалы:128.

Название станицы и реки происходит, видимо, от тюркского названия «арша-су» или «арча-су», которое переселенцы трансформировали в Расшеватку. Старожилы и сегодня называют её не иначе как Аршаватка или Аршеватка.— «История городов и сёл Ставрополья» (2008)

## География
Станица расположена на реке Расшеватка (бассейн Маныча). Расстояние до краевого центра: 117 км. Расстояние до районного центра: 18 км.

## История
Селение Расшеватское образовано 14 октября 1801 года (по другим сведениям — 30 июня 1801 года, в 1802 году или в 1787—1804 годах:603). Основатели — выходцы из Воронежского, Задонского, Землянского, Нижнедевицкого и Павловского уездов Воронежской губернии:128. Согласно «Казачьему словарю-справочнику» (1966), среди поселенцев были беломестные казаки. Входила в Лабинский отдел Кубанской области.
В 1813 году в селении была построена каменная церковь Вознесения Господня с колокольней.
В 1816 году население Расшеватки составляло около 1500 человек; в 1916 году — примерно 14 000 человек.
С июля 1918 года по март 1920 года станица находилась под контролем Добровольчекой армии, а затем была занята частями Красной армии.
В 1930 году в Расшеватской образовался колхоз «Гигант», в 1932 году создана Новорасшеватская МТС.
До 1 мая 2017 года станица образовывала упразднённое сельское поселение станица Расшеватская.

## Население
| 1826    | 1839  | 1845  | 1855  | 1861  | 1867  | 1870  | 1882  | 1896  |
| ------- | ----- | ----- | ----- | ----- | ----- | ----- | ----- | ----- |
| 2369    | ↗3243 | ↘3193 | ↗3296 | ↘3178 | ↘2947 | ↘2945 | ↗4286 | ↗5765 |
| 1916    | 1939  | 1959  | 1979  | 1989  | 2002  | 2010  | 2011  | 2012  |
| ↗10 206 | ↘6754 | ↘6669 | ↘5827 | ↘4873 | ↗5586 | ↘5326 | ↘5322 | ↘5274 |
| 2013    | 2014  | 2015  | 2016  | 2017  | 2021  | 2023  |       |       |
| ↗5300   | ↘5275 | ↘5253 | ↘5247 | ↗5310 | ↗5528 | ↘5444 |       |       |

По данным переписи 2002 года, 91 % населения — русские.

## Палеогенетика
У представителей катакомбной культуры из курганного могильника «Расшеватская-4» RK4002 (2831—2489 лет до н. э.) и RK4001 (2451—2203 лет до н. э.) определили Y-хромосомную гаплогруппу R1b1a2 и митохондриальные гаплогруппы U4d3 и U5a1i соответственно.

## Инфраструктура
- Дом культуры[31]. Открыт 1 мая 1971 года[5] (по другим данным 14 октября[32])
- 2 общественных открытых кладбища — Центральное (45 000 м²) и Верхнее (40 000 м²)[33].
- Пятёрочка

## Образование
- Детский сад № 25 «Ромашка»[34]
- Средняя общеобразовательная школа № 9 с казачьими классами имени атамана А. В. Репникова[35]

## Памятники
- Братская могила красных партизан, погибших в годы гражданской войны, и мирных жителей, погибших в годы Великой Отечественной войны. 1918—1920, 1942—1943, 1948 года[36]
- Памятник Ленину
- Памятник неизвестному солдату
- Памятник казакам, павшим в годы Великой Отечественной войны. Установлен в 1992 году[4].